# Altha
La ville d’Altha est située dans le comté de Calhoun, dans l’État de Floride, aux États-Unis. Sa population s’élevait à 536 habitants lors du recensement de 2010, estimée à 526 habitants en 2017.

## Démographie
| 1950 | 1960 | 1970 | 1980 | 1990 | 2000 |
| ---- | ---- | ---- | ---- | ---- | ---- |
| 434  | 413  | 423  | 478  | 497  | 506  |

| 2010 | - | - | - | - | - |
| ---- | - | - | - | - | - |
| 536  | - | - | - | - | - |

## Source
- (en) Cet article est partiellement ou en totalité issu de l’article de Wikipédia en anglais intitulé « Altha, Florida » (voir la liste des auteurs).